# Teorema de Rouché–Frobenius
En álgebra lineal, el teorema de Rouché-Frobenius permite calcular el número de soluciones de un sistema de ecuaciones lineales en función del rango de la matriz de coeficientes, del rango de la matriz ampliada asociada al sistema y del número de incógnitas que posea el sistema.
Lleva el nombre del matemático francés Eugène Rouché (quien lo enunció), y del matemático alemán Ferdinand Georg Frobenius (quien fue uno de los muchos matemáticos que lo demostraron). Así, en otros idiomas recibe otros nombres, como el teorema de Rouché-Capelli, el teorema de Rouché-Fontené, el teorema de Kronecker-Capelli, etc.
El teorema establece que para que un sistema de ecuaciones lineales sea compatible es condición necesaria y suficiente que la matriz formada por los coeficientes y la matriz ampliada por los términos independientes posean el mismo rango. Por lo demás, el sistema constituido será determinado si su rango coincide con el número de incógnitas o será indeterminado si posee un valor menor a tal número.

## Enunciado
Un sistema lineal de ecuaciones:
{\displaystyle \left\{{\begin{matrix}a_{1,1}x_{1}+a_{1,2}x_{2}+\cdots +a_{1,n}x_{n}&=&b_{1}\\a_{2,1}x_{1}+a_{2,2}x_{2}+\cdots +a_{2,n}x_{n}&=&b_{2}\\\vdots &\vdots &\vdots \\a_{m,1}x_{1}+a_{m,2}x_{2}+\cdots +a_{m,n}x_{n}&=&b_{m}\end{matrix}}\right.}
Puede ser descrito mediante una matriz:
{\displaystyle (A|b)=\left({\begin{matrix}a_{1,1}&\cdots &a_{1,n}\\\vdots &\ddots &\vdots \\a_{m,1}&\cdots &a_{m,n}\end{matrix}}\right|\left.{\begin{matrix}b_{1}\\\vdots \\b_{m}\end{matrix}}\right)}
dicha matriz asociada al sistema ; está obtenida por la yuxtaposición de la matriz 
{\displaystyle A={\begin{pmatrix}a_{1,1}&\cdots &a_{1,n}\\\vdots &\ddots &\vdots \\a_{m,1}&\cdots &a_{m,n}\end{pmatrix}}}
de los coeficientes y una posterior columna
{\displaystyle b={\begin{pmatrix}b_{1}\\\vdots \\b_{m}\end{pmatrix}}}
llamada columna de términos notorios. Las matrices {\displaystyle A} y {\displaystyle (A|b)} son llamadas respectivamente incompleta (o de los coeficientes) y completa (o ampliada).
Los coeficientes de los sistemas lineales (y por ende de las matrices) son elementos de un cuerpo {\displaystyle \mathbb {K} }, como podrían ser los números reales {\displaystyle \mathbb {R} } o complejos {\displaystyle \mathbb {C} }. Indicándose con {\displaystyle {\mbox{rg}}(M)} el rango de una matriz {\displaystyle M}. El enunciado del teorema de Rouché-Frobenius es el siguiente:
Existen soluciones para el sistema si y solo si el rango de la matriz completa es igual al rango de la matriz incompleta.
Entonces, si existen soluciones, estas forman una variedad lineal de {\displaystyle \mathbb {K} ^{n}} de dimensiones {\displaystyle n-{\mbox{rg}}(A)}. En particular, si el cuerpo {\displaystyle \mathbb {K} } es infinito tenemos:
- si {\displaystyle {\mbox{rg}}(A)=n} entonces la solución es única,
- de otro modo existen infinitas posibles soluciones.

## Demostración

### Existencia
El sistema puede ser descrito de un modo más restringido, introduciendo el vector de las coordenadas
{\displaystyle x={\begin{pmatrix}x_{1}\\\vdots \\x_{n}\end{pmatrix}}}
y utilizando el producto matricial, del siguiente modo: 
{\displaystyle Ax=b}
En otros términos, {\displaystyle b} es la imagen del vector {\displaystyle x} mediante la aplicación lineal
{\displaystyle L_{A}:\mathbb {K} ^{n}\to \mathbb {K} ^{m}}
{\displaystyle L_{A}(x)=Ax}
Entonces el sistema admite soluciones si y solo si {\displaystyle b} es la imagen de algún vector {\displaystyle x} de {\displaystyle \mathbb {K} ^{n}}, en otros términos si está en la imagen de {\displaystyle L_{A}}. Por otro lado, la imagen de {\displaystyle L_{A}} es generada desde los vectores dados a partir de las columnas {\displaystyle A}. Entonces {\displaystyle b} es en la imagen si y solo si el span de las columnas {\displaystyle A} contiene {\displaystyle b}, esto es, si y sólo si el span de las columnas {\displaystyle A} es igual al span de las columnas de {\displaystyle (A|b)}. Esta última afirmación es equivalente a pedir que las dos matrices posean el mismo rango.

### Variedad lineal
Observamos que, si existe una solución {\displaystyle x}, toda otra solución se escribe como {\displaystyle x+v}, donde {\displaystyle v} es una solución del sistema lineal homogéneo asociado:
{\displaystyle Av=0}
En efecto:
{\displaystyle A(x+v)=Ax+Av=b+0=b\quad \forall v} solución del sistema lineal homogéneo asociado.
Las soluciones del sistema lineal homogéneo asociado son simplemente el núcleo de la aplicación {\displaystyle L_{A}}, que es un subespacio vectorial. Por el teorema rango-nulidad, la dimensión del núcleo de {\displaystyle L_{A}} es {\displaystyle n-{\mbox{rg}}(A)}. Se ha utilizado aquí que la dimensión de la imagen de {\displaystyle L_{A}} es el rango de {\displaystyle A}. Se puede ver la demostración de esto en el artículo sobre el rango. 
Entonces el espacio de las soluciones, obtenido trasladando el núcleo con el vector {\displaystyle x}, es un variedad lineal de la forma {\displaystyle x+\operatorname {Ker} (L_{A})}. En particular, la dimensión de esta variedad es {\displaystyle \operatorname {dim} ~\operatorname {Ker} (L_{A})=n-\operatorname {rg} (A)}, como queríamos demostrar.
Esto nos permite afirmar que si el cuerpo {\displaystyle \mathbb {K} } es infinito, entonces
- Si {\displaystyle \operatorname {rg} (A)=n}, tenemos que {\displaystyle \operatorname {dim} ~\operatorname {Ker} (L_{A})=n-\operatorname {rg} (A)=0\Rightarrow \operatorname {Ker} (L_{A})=\{0\}}, por lo que {\displaystyle x+\operatorname {Ker} (A)=x+\{0\}=\{x\}}, es decir, la única solución es {\displaystyle x}.
- Si {\displaystyle \operatorname {rg} (A)\neq n\Rightarrow \operatorname {rg} (A)\leq n-1\Rightarrow \operatorname {dim} ~\operatorname {Ker} (L_{A})=n-\operatorname {rg} (A)\geq 1}, por lo que la variedad de soluciones {\displaystyle x+\operatorname {Ker} (L_{A})} es por lo menos una recta, que en un cuerpo infinito tiene infinitos puntos, es decir, hay infinitas soluciones.      {\displaystyle \square }

## Historia
El teorema fue enunciado por Rouché en 1875. Posteriormente, publicó en 1880 una versión más completa del teorema. 
Después de la publicación, Georges Fontené publicó una nota en los Nouvelles Annales de Mathématiques reclamando haber sido el primero en demostrar el teorema. Más tarde, Frobenius en su artículo Zur Theorie der linearen Gleichungen de 1905 publicado en Crelle's Journal acreditó la demostración a Rouché y Fontené. 
En lengua española se conoce al teorema como teorema de Rouché-Frobenius debido al matemático hispano-argentino Julio Rey Pastor que se refirió al teorema con este nombre.